# Charlotte af Preussen (1860-1919)
Charlotte af Preussen (født Victoria Elisabeth Augusta Charlotte; 24. juli 1860, død 1. oktober 1919 var en preussisk prinsesse, der var den sidste hertuginde af hertugdømmet Sachsen-Meiningen fra 1914 til 1918. Hun var datter af kejser Frederik 3. af Tyskland og Victoria af Storbritannien. Hun blev gift med den senere hertug Bernhard 3. af Sachsen-Meiningen i 1878.